# Zespół Hughesa-Stovina
Zespół Hughesa-Stovina (ang. Hughes-Stovin syndrome) – rzadka choroba o nieznanej etiologii, objawiająca się tętniakami tętnic płucnych i zakrzepicą żył głębokich. Rokowanie jest złe. Chorobę opisali jako pierwsi John Patterson Hughes i Peter George Ingle Stovin w 1959 roku. Zespół Hughesa-Stovina uważany jest niekiedy za wariant choroby Behçeta. Chorują głównie młodzi mężczyźni, w wieku 12-40 lat. Najczęstszymi objawami są krwioplucie, kaszel, duszność, ból w klatce piersiowej, objawy nadciśnienia płucnego, czasem gorączka i objawy wzmożonego ciśnienia śródczaszkowego.